# Jeff Cavins
Jeff Cavins (sinh ngày 8 tháng 11 năm 1957) là một nhà truyền giáo Công giáo, tác giả và học giả Kinh thánh người Mỹ.

## Tổng quan
Ông Cavins từng là một mục sư Kitô giáo phi hệ phái (Kháng Cách) trước khi cải sang Công giáo. Ông là người sáng tạo ra chương trình nghiên cứu Thánh Kinh "The Great Adventure" (n.đ. 'cuộc phiêu lưu vĩ đại'). Ông cũng là người dẫn chương trình đầu tiên của Life on the Rock trên đài truyền hình EWTN và là người dẫn chương trình phát thanh Morning Air trên Relevant Radio. Ông hiện thường trú tại bang Minnesota, Hoa Kỳ.

## Giải thưởng
- Danh hiệu "Envoy of the Year" vì sự xuất sắc trong công tác truyền giáo, 1997 [5]
- Giải thưởng "Unity" cho chương trình truyền hình Công giáo hay nhất, 2000 [5]
- Giải thưởng "Christ Brings Hope" từ Đài phát thanh Relevant [6]

## Đời tư
Ông Jeff Cavins có vợ là bà Emily Cavins và họ có với nhau ba người con gái.